# 2018年平昌オリンピックのエリトリア選手団
2018年平昌オリンピックのエリトリア選手団は、2018年2月9日から25日まで大韓民国江原道平昌で開催された2018年平昌オリンピックのエリトリア選手団の名簿。エリトリアは今回、冬季オリンピック初参加となった。

## 選手団
- 人員: 選手 1人
- 開会式旗手: シャノン＝オグバニ・アベダ

## 種目別選手・スタッフ名簿及び成績

### アルペンスキー
| 選手                       | 種目       | 1回目     | 1回目 | 2回目     | 2回目 | 合計      | 合計 |
| 選手                       | 種目       | 結果      | 順位  | 結果      | 順位  | 結果      | 順位 |
| -------------------------- | ---------- | --------- | ----- | --------- | ----- | --------- | ---- |
| シャノン＝オグバニ・アベダ | 男子大回転 | 1分19秒86 | 67位  | 1分20秒01 | 62位  | 2分39秒87 | 61位 |
| シャノン＝オグバニ・アベダ | 男子回転   | 棄権      | 棄権  | 棄権      | 棄権  | 棄権      | 棄権 |